# Tellaro (Fluss)
Der Tellaro, früher auch Eloro bzw. Heloros genannt, ist ein Fluss im Südosten von Sizilien.
Er entspringt auf einer Höhe von etwa 840 Meter an den Hängen des Berges Erbesso der Monti Iblei in der Gemeinde von Giarratana und fließt talwärts vorbei an der Ortschaft Palazzolo Acreide. Für mehr als die Hälfte seines Laufes bildet der Fluss die Grenze zwischen den Freien Gemeindekonsortien Ragusa und Syrakus bis zu dem Punkt, an dem der Tellesimo, der größte Nebenfluss des Tellaro, einmündet. Weitere Nebenflüsse sind Musca, Montesano und Gisira.
Nach einer Strecke von 45 km fließt der Tellaro südlich von Marina di Noto in das Ionische Meer. Im Bereich der Flussmündung lag der antike Ort Eloro, der von korinthischen Kolonisten im 7. Jahrhundert v. Chr. gegründet worden war und dem Fluss seinen Namen gab. Heute bilden die noch nicht vollständig ausgegrabenen Überreste der Siedlung eine der wichtigsten archäologischen Stätten Siziliens. Südlich der Flussmündung liegt das Naturreservat Riserva naturale orientata Oasi faunistica di Vendicari.